# Grand Prix Brazylii 1992
Grand Prix Brazylii 1992 (oryg. Grande Prêmio do Brasil) – trzecia runda Mistrzostw Świata Formuły 1 w sezonie 1992, która odbyła się 5 kwietnia 1992, po raz 10. na torze Interlagos.
21. Grand Prix Brazylii, 20. zaliczane do Mistrzostw Świata Formuły 1.

## Wyniki

### Kwalifikacje
| P                          | Nr | Kierowca             | Konstruktor(-silnik)  | Opony | Czas     | Odstęp   | Strata   |
| -------------------------- | -- | -------------------- | --------------------- | ----- | -------- | -------- | -------- |
| 1                          | 5  | Nigel Mansell        | Williams-Renault      | G     | 1:15.703 | -        | -        |
| 2                          | 6  | Riccardo Patrese     | Williams-Renault      | G     | 1:16.894 | 0:01.191 | 0:01.191 |
| 3                          | 1  | Ayrton Senna         | McLaren-Honda         | G     | 1:17.902 | 0:01.008 | 0:02.199 |
| 4                          | 2  | Gerhard Berger       | McLaren-Honda         | G     | 1:18.416 | 0:00.514 | 0:02.713 |
| 5                          | 19 | Michael Schumacher   | Benetton-Ford         | G     | 1:18.541 | 0:00.125 | 0:02.838 |
| 6                          | 27 | Jean Alesi           | Ferrari               | G     | 1:18.647 | 0:00.106 | 0:02.944 |
| 7                          | 20 | Martin Brundle       | Benetton-Ford         | G     | 1:18.711 | 0:00.064 | 0:03.008 |
| 8                          | 22 | Pierluigi Martini    | Dallara-Ferrari       | G     | 1:18.953 | 0:00.242 | 0:03.250 |
| 9                          | 16 | Karl Wendlinger      | March-Ilmor           | G     | 1:19.007 | 0:00.054 | 0:03.304 |
| 10                         | 25 | Thierry Boutsen      | Ligier-Renault        | G     | 1:19.038 | 0:00.031 | 0:03.335 |
| 11                         | 28 | Ivan Capelli         | Ferrari               | G     | 1:19.300 | 0:00.262 | 0:03.597 |
| 12                         | 32 | Stefano Modena       | Jordan-Yamaha         | G     | 1:19.314 | 0:00.014 | 0:03.611 |
| 13                         | 4  | Andrea de Cesaris    | Tyrrell-Ilmor         | G     | 1:19.343 | 0:00.029 | 0:03.640 |
| 14                         | 9  | Michele Alboreto     | Footwork-Mugen-Honda  | G     | 1:19.533 | 0:00.190 | 0:03.830 |
| 15                         | 26 | Érik Comas           | Ligier-Renault        | G     | 1:19.537 | 0:00.004 | 0:03.834 |
| 16                         | 21 | JJ Lehto             | Dallara-Ferrari       | G     | 1:19.834 | 0:00.297 | 0:04.131 |
| 17                         | 3  | Olivier Grouillard   | Tyrrell-Ilmor         | G     | 1:19.849 | 0:00.015 | 0:04.146 |
| 18                         | 29 | Bertrand Gachot      | Larrousse-Lamborghini | G     | 1:19.927 | 0:00.078 | 0:04.224 |
| 19                         | 15 | Gabriele Tarquini    | Fondmetal-Ford        | G     | 1:19.993 | 0:00.066 | 0:04.290 |
| 20                         | 23 | Christian Fittipaldi | Minardi-Lamborghini   | G     | 1:20.133 | 0:00.140 | 0:04.430 |
| 21                         | 33 | Maurício Gugelmin    | Jordan-Yamaha         | G     | 1:20.266 | 0:00.133 | 0:04.563 |
| 22                         | 10 | Aguri Suzuki         | Footwork-Mugen-Honda  | G     | 1:20.435 | 0:00.169 | 0:04.732 |
| 23                         | 24 | Gianni Morbidelli    | Minardi-Lamborghini   | G     | 1:20.445 | 0:00.010 | 0:04.742 |
| 24                         | 11 | Mika Häkkinen        | Lotus-Ford            | G     | 1:20.577 | 0:00.132 | 0:04.874 |
| 25                         | 30 | Ukyō Katayama        | Larrousse-Lamborghini | G     | 1:20.648 | 0:00.071 | 0:04.945 |
| 26                         | 12 | Johnny Herbert       | Lotus-Ford            | G     | 1:20.650 | 0:00.002 | 0:04.947 |
| Nie zakwalifikowali się    |    |                      |                       |       |          |          |          |
|                            | 14 | Andrea Chiesa        | Fondmetal-Ford        | G     | 1:20.809 | 0:00.159 | 0:05.106 |
|                            | 17 | Paul Belmondo        | March-Ilmor           | G     | 1:20.886 | 0:00.077 | 0:05.183 |
|                            | 7  | Eric van de Poele    | Brabham-Judd          | G     | 1:21.770 | 0:00.884 | 0:06.067 |
|                            | 8  | Giovanna Amati       | Brabham-Judd          | G     | 1:26.645 | 0:04.875 | 0:10.942 |
| Nie przedkwalifikowali się |    |                      |                       |       |          |          |          |
|                            | 34 | Roberto Moreno       | Moda-Judd             | G     | 1:38.569 | 0:11.924 | 0:22.866 |
| P                          | Nr | Kierowca             | Konstruktor(-silnik)  | Opony | Czas     | Odstęp   | Strata   |

### Wyścig
| Pos | No | Kierowca             | Konstruktor           | Okrążeń | Czas/powód NU | Poz. Start. | Punktów |
| --- | -- | -------------------- | --------------------- | ------- | ------------- | ----------- | ------- |
| 1   | 5  | Nigel Mansell        | Williams-Renault      | 71      | 1:36:51.856   | 1           | 10      |
| 2   | 6  | Riccardo Patrese     | Williams-Renault      | 71      | + 29.330      | 2           | 6       |
| 3   | 19 | Michael Schumacher   | Benetton-Ford         | 70      | + 1 okrążenie | 5           | 4       |
| 4   | 27 | Jean Alesi           | Ferrari               | 70      | + 1 okrążenie | 6           | 3       |
| 5   | 28 | Ivan Capelli         | Ferrari               | 70      | + 1 okrążenie | 11          | 2       |
| 6   | 9  | Michele Alboreto     | Footwork-Mugen-Honda  | 70      | + 1 okrążenie | 14          | 1       |
| 7   | 24 | Gianni Morbidelli    | Minardi-Lamborghini   | 69      | + 2 Okrążeń   | 23          |         |
| 8   | 21 | Jyrki Järvilehto     | Dallara-Ferrari       | 69      | + 2 Okrążeń   | 16          |         |
| 9   | 30 | Ukyō Katayama        | Larrousse-Lamborghini | 68      | + 3 Okrążeń   | 25          |         |
| 10  | 11 | Mika Häkkinen        | Lotus-Ford            | 67      | + 4 Okrążeń   | 24          |         |
| NU  | 15 | Gabriele Tarquini    | Fondmetal-Ford        | 62      | Silnik        | 19          |         |
| NU  | 16 | Karl Wendlinger      | March-Ilmor           | 55      | Sprzęgło      | 9           |         |
| NU  | 23 | Christian Fittipaldi | Minardi-Lamborghini   | 54      | Skrz. biegów  | 20          |         |
| NU  | 3  | Olivier Grouillard   | Tyrrell-Ilmor         | 52      | Silnik        | 17          |         |
| NU  | 26 | Érik Comas           | Ligier-Renault        | 42      | Skrz. biegów  | 15          |         |
| NU  | 12 | Johnny Herbert       | Lotus-Ford            | 36      | Wypadł z toru | 26          |         |
| NU  | 25 | Thierry Boutsen      | Ligier-Renault        | 36      | Kolizja       | 10          |         |
| NU  | 33 | Maurício Gugelmin    | Jordan-Yamaha         | 36      | Skrz. biegów  | 21          |         |
| NU  | 20 | Martin Brundle       | Benetton-Ford         | 30      | Kolizja       | 7           |         |
| NU  | 22 | Pierluigi Martini    | Dallara-Ferrari       | 24      | Sprzęgło      | 8           |         |
| NU  | 29 | Bertrand Gachot      | Larrousse-Lamborghini | 23      | Zawieszenie   | 18          |         |
| NU  | 4  | Andrea de Cesaris    | Tyrrell-Ilmor         | 21      | Silnik        | 13          |         |
| NU  | 1  | Ayrton Senna         | McLaren-Honda         | 17      | Silnik        | 3           |         |
| NU  | 2  | Gerhard Berger       | McLaren-Honda         | 4       | Elektryka     | 4           |         |
| NU  | 10 | Aguri Suzuki         | Footwork-Mugen-Honda  | 2       | Silnik        | 22          |         |
| NU  | 32 | Stefano Modena       | Jordan-Yamaha         | 1       | Skrz. biegów  | 12          |         |
| NZ  | 14 | Andrea Chiesa        | Fondmetal-Ford        |         |               |             |         |
| NZ  | 17 | Paul Belmondo        | March-Ilmor           |         |               |             |         |
| NZ  | 7  | Eric van de Poele    | Brabham-Judd          |         |               |             |         |
| NZ  | 8  | Giovanna Amati       | Brabham-Judd          |         |               |             |         |
| NPK | 34 | Roberto Moreno       | Moda-Judd             |         |               |             |         |